# Raziel (Legacy of Kain)
Raziel è un personaggio immaginario coprotagonista della serie di videogiochi Legacy of Kain di Eidos Interactive e progettato dalla Crystal Dynamics. Il personaggio appare per la prima volta nel ruolo di protagonista in Legacy of Kain: Soul Reaver, alternandosi al suo antagonista e protagonista della saga Kain.
Il nome di Raziel si ispira a quello di un personaggio della mitologia ebraica, l'Angelo del mistero, che si chiama appunto Raziel.

## Caratteristiche
Raziel è un vampiro che viene giustiziato dal suo padrone Kain per aver infranto una delle principali regole del suo impero, ovvero non evolversi prima di quest'ultimo, e resuscitato come non morto da una creatura che si presenta come L'Anziano Dio per combattere il vampiro. Raziel in principio medita vendetta contro Kain e suoi confratelli complici del suo assassinio, ma scopre di essere implicato come parte integrante del destino della terra di Nosgoth, il continente immaginario nel quale si svolgono gli eventi della saga.
La personalità di Raziel si presenta molto differente in ogni fase della sua esistenza: da umano Raziel, che era un monaco guerriero che combatteva i vampiri, era un uomo molto sadico che rasentava un feroce fanatismo verso la propria causa. Della vita da vampiro di Raziel non viene rivelato molto a parte il fatto che serve molto fedelmente Kain. Quando viene riportato in vita dall'Anziano Dio, le certezze di Raziel vacillano completamente e si ritrova combattuto tra il suo desiderio di vendetta e il suo senso d'obbligo verso il ripristino di Nosgoth.
Raziel possiede molte capacità tra le quali, principalmente, quelle di milite: essendo stato un soldato, Raziel sa combattere sia con le spade sia con le lance e occasionalmente con armi di fortuna come torce e altri oggetti contundenti. Da vampiro sarebbe stato molto probabilmente capace di volare, tuttavia le sue ali vengono tarpate, e utilizza le restanti falangi per planare. Raziel riceve dall'Anziano Dio il potere di viaggiare tra il piano esistenziale della materia e quello astrale, acquisisce l'abilità della telecinesi e quella di evocare lo spirito della Mietitrice d'Anime.
L'aspetto di Raziel è principalmente quello di un umanoide dal corpo parzialmente scarnito che preserva ciò che rimane del suo corpo da vampiro, la sua pelle è bluastra, i suoi capelli neri e gli occhi ricoperti da un miasma bianco.
Nelle sue sembianze umane Raziel appare come un uomo dai capelli neri con una pettinatura a scodella, la carnagione media e gli occhi azzurri, mentre in quelle di vampiro appare con le orecchie appuntite e i suoi arti composti da tre artigli spessi alle estremità.

## Storia
Primi anni 
Raziel nasce a Nosgoth circa cinquecento anni prima della caduta dei Pilastri dell'Equilibrio. Della sua vita da umano si sa soltanto che in gioventù si unisce alla confraternita dei Sarafan, sacerdoti guerrieri che combattono i vampiri. Si dimostra un combattente tanto abile quanto efferato e diviene presto il capogruppo di una squadra composta dai suoi confratelli Turel, suo vicario, Dumah, Rahab, Zephon e Melchiah. Poco dopo l'uccisione del vampiro Janos Audron, la sua squadra viene uccisa durante un assalto di un Raziel proveniente dal futuro per vendicare la morte di Janos Audron stesso e riprendere il suo Cuore delle Tenebre per resuscitarlo, nel quale il Sarafan Raziel perde la vita contro la sua controparte.
Circa cinquecento anni dopo la caduta dei Pilastri, Kain apprende il potere di resuscitare i defunti come vampiri come avvenne per lui stesso grazie all'incantesimo di Mortanius, si addentra nelle tombe dei sacerdoti Sarafan e riporta in vita Raziel e la sua squadra per farne i suoi vassalli vampirici. Raziel, che viene resuscitato per primo, acquisisce la maggior parte dei poteri di Kain e diviene il suo primo luogotenente. Nell'arco di mille anni Raziel fonda un suo clan con la sua discendenza vampirica, i Razielim.
 Legacy of Kain: Soul Reaver 
Raziel viene convocato insieme ai suoi confratelli presso il Santuario dei Clan, quartier generale di Kain. Raziel, che si evolve molto rapidamente, mostra al suo signore le ali che ha appena sviluppato. Tuttavia Kain, avendo stabilito che solo lui poteva sperimentare i cambiamenti fisici per primo, interpreta il gesto di Raziel come un affronto, gli lacera le ali e ordina ai suoi confratelli di giustiziarlo gettandolo dentro un vortice acquatico, il cosiddetto Lago dei Morti.
Essendo l'acqua molto dannosa per i vampiri, il corpo di Raziel incomincia a corrodersi fino a essere quasi distrutto. Toccato il fondo dell'abisso, Raziel rinviene e viene accolto da un'entità che si presenta come l'Anziano Dio. L'entità rivela a Raziel di averlo riportato in vita come una sorta di non morto in un piano esistenziale parallelo, il Regno Spettrale. La creatura spiega a Raziel che le azioni legate al dominio di Kain hanno rotto l'equilibrio grazie a cui Nosgoth continua a esistere, interferendo con il giusto corso degli eventi. Approfittando della collera del redivivo vampiro, L'Anziano Dio gli affida il compito di fermare Kain eliminandolo insieme ai suoi luogotenenti per riportare l'equilibrio a Nosgoth e compiere la sua vendetta su Kain.
Raziel si unisce alla causa della creatura, che lo proclama il suo Mietitore d'Anime, torna in possesso del suo corpo divorando le anime dei trapassati, la sua nuova forma di sostentamento, e riemerge nel mondo dei vivi, il Regno Materiale, diversi secoli dopo la sua morte. Il Mietitore apprende con sconcerto che Nosgoth è in decadimento, l'impero di Kain è allo sbando, la sua stirpe è stata sterminata e i discendenti dei suoi confratelli sono degenerati fino a diventare mostri. Raziel comincia la sua vendetta dal minore dei suoi fratelli, Melchiah, nascosto entro la necropoli del suo territorio. Eliminato questi si reca alle rovine del Santuario dei Clan, dove lo attende Kain. Tra i due avviene uno scontro che volge al favore di quest'ultimo, che nel tentativo di colpire Raziel con la sua spada, la Mietitrice d'Anime, la manda in frantumi e si dilegua. L'Anziano Dio spiega a Raziel che la spada, posseduta da un'anima, si era distrutta in quanto si era legata con una parte dell'anima di Raziel, diventando la sua arma simbiotica. Appare inoltre Ariel, il fantasma che aveva assistito Kain, che si offre di aiutare Raziel nella sua missione dandogli suggerimenti.
Raziel prosegue la sua vendetta ed elimina Zephon, attraversa le rovine delle tombe dei Sarafan, dei quali scopre di esserne stato membro durante la sua vita da umano, elimina suo fratello Rahab e infine Dumah. Giunto presso le stanze della macchina Tessitrice del Tempo, appartenuta al redivivo Moebius, il Mietitore si scontra nuovamente con Kain, e lo sconfigge. Kain si allontana, imposta la Macchina in un'epoca precisa e Raziel lo segue.
 Legacy of Kain: Soul Reaver 2 
Raziel attraversa il varco della Macchina e giunge in un'altra epoca, dove viene accolto da Moebius, il quale gli neutralizza con la sua asta magica la lama fantasma, e fra i due si accende una brusca discussione. Raziel prosegue e scopre di essere nella roccaforte dei Sarafan nel periodo in cui la crociata contro i vampiri era al suo culmine e trova la Mietitrice d'Anime spezzata appartenuta a William il Giusto, che si fonde con quella in possesso di Raziel riparandosi. La Mietitrice si rafforza, tuttavia Raziel si indebolisce, e solo dopo aver recuperato le forze lascia la roccaforte. Si dirige ai Pilastri, intatti in quest'epoca, dove incontra Kain che gli spiega come nacque la corruzione tramite l'assassinio di Ariel la Guardiana dell'Equilibrio e il veleno di Nupraptor lanciato per corrompere gli altri guardiani ritenuti responsabili dell'assassinio della sua amata, compreso Kain stesso appena nacque, infatti è proprio in quel momento che i Pilastri si corrompono davanti agli occhi atterriti di Raziel e Kain. Convinto dalle parole di Kain, Raziel viene sviato per scoprire i segreti che permetteranno la salvezza di Nosgoth, e trova una sala sotto i Pilastri dove vengono raffigurati i dipinti di un'Antica Razza alata che sono gli artefici dei Pilastri, con molte immagini della Mietitrice d'Anime. Li viene contattato dall'Anziano Dio, il quale dice a Raziel che la sua vendetta su Kain sta vacillando, ma Raziel nega dicendogli che sarà lui a decidere quando morirà.
Comprende che L'Anziano Dio aveva mentito su molte cose, e sulla sua natura stessa; si fa strada nella palude tra le milizie umane e trova la Forgia delle Tenebre. Lì, il Mietitore incontra Vorador, che gli suggerisce di trovare il suo creatore, Janos Audron, che conosce lo scopo della Mietitrice. Il vampiro è però morto da secoli, quindi Raziel torna alla roccaforte Sarafan e ancora una volta incontra Kain nella tomba di William il Giusto, i due si confrontano, ma Raziel viene convinto da Kain sul fatto che lui possiede il libero arbitrio e sceglie di non ucciderlo, creando così il secondo paradosso temporale della storia di Nosgoth. Poco dopo intima a Moebius (rimasto stupito dalla scelta di Raziel) di portarlo nell'epoca in cui Janos Audron è ancora in vita. Egli programma il macchinario e Raziel attraversa il portale.
Raziel scopre che Moebius lo ha ingannato quando si accorge di essere stato condotto circa cento anni dopo l'epoca precedentemente percorsa. In essa i Pilastri sono crollati, i vampiri sono stati tutti decimati (tranne il Kain giovane che è l'ultimo vampiro di Nosgoth) e molte altre creature prosperano in continuo conflitto con gli umani; Moebius stesso è perito e divenuto un fantasma che infesta la fortezza dei Sarafan. Raziel prosegue verso Uschtenheim, un villaggio che si sosteneva essere stata sotto i continui attacchi di Janos Audron, e giunge presso un'antica costruzione in rovina che si rivela essere stata la dimora di Janos Audron, tuttavia inagibile. Kain appare dinanzi a Raziel, incoraggiandolo a trovare un modo per andare nel passato e incontrare Janos, dicendogli che solo lui è la chiave del suo destino. Il Mietitore capisce quindi che l'unico modo per accedervi è andare alla Macchina Tessitrice del Tempo che si trova nella Foresta di Termagent, che è già impostata per l'epoca desiderata.
Giunto finalmente nell'epoca d'interesse, osservando il macabro scenario circostante, colmo di vampiri giustiziati barbaramente, Raziel comprende che i Sarafan erano in realtà dei fanatici sanguinari mossi più da un odio cieco verso i vampiri che non da un effettivo bisogno di difendersi da questi, Raziel si avvale quindi del percorso appreso in precedenza e raggiunge l'antica costruzione. Raziel trova Janos Audron ancora vivo, al quale chiede dello scopo della Mietitrice. L'Antico spiega che la Mietitrice è la chiave che proteggerà il legame dei Pilastri che sono la serratura, ed è una lama dotata di energia vampirica che ha il potere di risucchiare il fluido sanguigno delle sue vittime, aggiungendo infine che è destinata solamente all'eroe dei vampiri, che ovviamente è Raziel, ma prima che possa fornire ulteriori dettagli nella stanza irrompe una squadra di guerrieri Sarafan, composta dai futuri luogotenenti di Kain. Per proteggere Raziel, Janos Audron lo teletrasporta in un'altra area; al suo ritorno, Raziel arriva nell'istante in cui a Janos Audron viene estirpato il cuore da quello che egli scopre essere se stesso da umano, che si dilegua insieme alla sua squadra. Adirato per l'uccisione dell'Antico, Raziel irrompe nella Fortezza Sarafan, e in quel momento incontra Malek con Moebius, quest'ultimo gli neutralizza ancora una volta la lama fantasma rivelandogli la sua vera natura di manipolatore. Ancora più adirato, Raziel prende la Mietitrice nella sua forma materiale e massacra la squadra, incluso lo stesso Raziel da umano. Improvvisamente, la Mietitrice si anima di vita propria e impala Raziel, che comprende di essere egli stesso la sinistra entità divoratrice d'anime racchiusa nella lama. Giunge in quell'istante Kain, che decide di aiutarlo estraendo la spada creando così il terzo paradosso temporale della storia di Nosgoth, in Kain nascono dei nuovi ricordi a conseguenza del paradosso, affermando con terrore di essere caduti nella trappola degli Hylden, e avverte Raziel che Janos deve rimanere morto, il quale ormai privo di forze, sprofonda nel Regno Spettrale.
 Legacy of Kain: Defiance 
Per cinquecento anni, Raziel rimane confinato nel Regno Spettrale dall'Anziano Dio, il quale gli fa comprendere che non è la volontà a trattenerlo nel Regno Spettrale, ma la sua grande paura riguardo al suo destino di diventare lo spirito predatore racchiuso nella Mietitrice (che nel frattempo è in possesso di Kain). Scosso dalle parole dell'Anziano Dio, Raziel decide che la cosa migliore da fare e affrontare il proprio destino per cercare di cambiarlo, determinato a farcela, con uno stratagemma fugge dal sottosuolo, ribellandosi al suo padrone. L'Anziano Dio non tollerando questo atto di ribellione da parte di Raziel, gli sbarra la strada chiudendogli i condotti di transizione spazio/temporale per impedirgli di tornare nel Regno Materiale, ma il Mietitore d'Anime non si arrende e riesce a trovare il modo di fuggire dal Regno Spettrale reincarnando in un cadavere. Una volta nel mondo materiale, affronta i cacciatori di vampiri di Moebius, e realizza quindi che si trova nell'epoca di Blood Omen, e poco dopo affronta degli Hylden che usano anche loro dei cadaveri in decomposizione per rimanere nel Regno Materiale. Deciso a cambiare il suo destino, Raziel prosegue nel suo viaggio arrivando alle Forge di Tenebre e di Luce, impregnando la lama fantasma dei due poteri elementali per sbloccare i vari accessi di Nosgoth, li nei luoghi delle due forge trova dei dipinti murali sulla storia della guerra tra l'Antica Razza e gli Hylden, dell'evocazione dei Pilastri per porre fine alla millenaria guerra, e della maledizione della sete di sangue che aveva afflitto gli Antichi portandoli anche al suicidio. Scopre anche un dipinto che raffigura l'eroe profetizzato dell'Antica Razza che brandisce la Mietitrice, il quale Raziel rimane ancora confuso sul fatto, dato che secondo le profezie che Janos gli aveva riferito poco prima di morire che era lui l'eroe, che l'antica lama aveva cercato di assorbirlo. Arrivato alla Forgia del Fuoco, tramite altri dipinti murali, Raziel scopre chi è il creatore della Mietitrice, ovvero il vampiro Vorador; e scopre anche di essere il primo umano trasformato in vampiro da Janos Audron in persona. Una volta aver impregnato la Mietitrice con il potere elementale del fuoco, si dirige ai Pilastri di Nosgoth oramai corrotti e in decadimento, dove incontra lo spettro di Ariel, che si dimostra molto ostile verso di lui definendolo il servitore di colui che la uccise, facendo rimanere sempre più confuso il Mietitore d'Anime. Tuttavia Raziel gli chiede solamente dove si trova Vorador e Ariel gli risponde che si trova nel cuore della foresta di Termagent, aggiungendo con tanta avversità che loro due potranno marcire li finché non sarebbe arrivata la fine, dopodiché si dilegua. Arrivato alla Forgia dell'Aria, Raziel scopre un altro dipinto murale semi-danneggiato che raffigura un'antica profezia dove il campione profetizzato degli Antichi vampiri armato della Mietitrice affronta il campione profetizzato della razza Hylden che è armato di una spada fiammeggiante, dopo aver impregnato la Mietitrice del potere elementale dell'Aria, il Mietitore d'Anime si dirige alla foresta di Termagent per trovare Vorador. Raggiunta la villa del vecchio vampiro, Raziel trova un portale che lo conduce alla Forgia dell'Acqua, li ritrova il dipinto murale, stavolta non deteriorato, dove ancora una volta vede raffigurati i campioni degli Hylden e degli Antichi Vampiri che si combattono a vicenda, lì Raziel comincia a realizzare che la sua somiglianza con l'avversario degli Antichi vampiri non sembra più essere accidentale, e comincia anche a capire che è destinato a combattere Kain per distruggerlo o essere distrutto, ponendosi però la domanda di che ruolo avesse il suo libero arbitrio in tutta la faccenda.